# Länsväg U 572
Länsväg U 572 är en övrig länsväg i Västmanlands län som går från Örebro läns gräns vid Finnmossen via Arboga till Köping ("Gamla E 18").

## Sträckning
Örebro länsgräns vid Finnmossen (T-823) - Götlunda (U-566 / U- 567 / U-500) - Tjurlången - Arboga (U-569 / U-512 / U-507 / E 20) - Trafikplats 122 Marieborg (U-574 / E 20) - Valskog (U-577) - Hedströmmen (U-582) - Högsta (U-583) - Kallstena (söder om Köping) (Lv-250).

## Beskrivning
Länsväg U 572 går från länsgränsen Örebro/Västmanlands län till Östra rondellen (även kallad Ekbacks-rondellen) strax öster om Arboga, där vägen ansluter till E20. Den fortsätter sedan en kortare sträcka tillsammans med E 20 för att vid trafikplats Marieborg ta av mot Köping. Den nuvarande numreringen är endast en intern beteckning (s.k. övrig länsväg) och skyltas inte längs vägen eller på vägkartor.
Vägsträckan var tidigare en del av E18-E20 innan den nuvarande motorvägen mellan Örebro och Arboga stod klar. Den del av f d E18-E20 som går genom Örebro län kallas Länsväg T 823.
Gamla E18-E20 utgör fortfarande i praktiken en av såväl personbilar som tung trafik flitigt utnyttjad genväg för genomfartstrafiken på E20 mellan Eskilstuna och Örebro. Anledningen är att det ännu inte finns någon naturlig koppling mellan E20 vid Arboga och den nya motorvägen E18-E20 på sträckan Örebro-Arboga-Köping. Den officiellt skyltade anslutningen mellan E20 från Eskilstuna och den nya E18-E20-motorvägen norr om Arboga är vid trafikplats Gräsnäs. Den skyltade E20-sträckningen utgör en betydande omväg för den genomgående E20-trafiken på sträckan Eskilstuna-Örebro i förhållande till gamla E18-E20, vilken i praktiken ännu fungerar som huvudled för en betydande andel av E20-trafiken mellan Eskilstuna och Örebro.
En omfattande asfaltering av delar av vägens slitytor genomfördes under sommaren 2008.

## T-823 / U-572
Vägen börjar västerifrån räknat vid trafikplats Slyte, vid E18/E20 mellan Örebro och Arboga. Man passerar inte så långt senare länsgränsen mellan Örebro och Västmanlands län. Vägen passerar sedan Götlunda med den kända "Fårtallen" som riktmärke. Några kilometer efter Götlunda syns Högsjön norr om vägen och strax därefter skymtar sjön Tjurlången med fornborgen Halvardsborg på vägens södra sida. Mellan sjöarna ligger Arboga golfklubbs golfbana.
Efter en lång raksträcka är man nästan framme i Arboga efter att först ha passerat f.d. Nalles motell, som före den nya motorvägens tillkomst var ett populärt rastställe för långtradarchaufförer. Efter nedförsbacken från "Nalles" kommer man fram till den s.k. Krakaborgs-rondellen vid Vinbäcken, där Arbogas västra stadsbebyggelse börjar.
Efter en trafikplats med avfart mot Arboga centrum, Herrfallet och Västermo ligger det flera hyreshus på vänster sida av vägen och en rad bensinstationer på höger sida. Strax kommer man fram till ytterligare en rondell. Efter den s.k. centrum-rondellen fortsätter vägen vidare rakt fram i östlig riktning. Man kan då skymta Teknikbackens slalombacke på höger sida av vägen. Efter det kommer man fram till Östra Ekbacken med den s.k. Ekbacks-rondellen, där nuvarande E20 ansluter till f d E18-E20.
Numreringen U 572 fortsätter efter Arboga via Valskog mot Köping längs gamla E18, där vägen slutar vid Länsväg 250 mellan Kungsör och Köping.

## Historia
Vägen var tidigare en del av E18/E20 mellan Örebro och Arboga och hette 1945-1962 riksväg 6. Den är ursprungligen från 1940/1950-talet. En stor del av sträckan hade tidigare betongbeläggning, som senare har asfalterats över.

## Trafikplatser
|                                                       | Nr                                                         | Namn                  | Skyltning                                                               |
| ----------------------------------------------------- | ---------------------------------------------------------- | --------------------- | ----------------------------------------------------------------------- |
|                                                       | 118                                                        | Trafikplats Slyte     | E18 Örebro, Oslo, Västerås/ E20 Stockholm, Eskilstuna, Örebro, Göteborg |
| Landsväg Slyte - Ekbacken                             |                                                            |                       |                                                                         |
|                                                       |                                                            | Trafikplats Götlunda  | Götlunda, Lunger, Nannberga                                             |
|                                                       |                                                            | Säters Handel         | Hasta, Nannberga                                                        |
|                                                       |                                                            | Racksätter            | Racksätter                                                              |
|                                                       |                                                            | Krakaborg             | Arboga, Örebro, Vinbäcksleden, Ekbacksbadet                             |
|                                                       |                                                            | Trafikplats Arboga    | Arboga, Västermo, Herrfallet                                            |
|                                                       |                                                            | Centrum               | Arboga C, Stockholm, Örebro Västerås, Eskilstuna                        |
|                                                       |                                                            | Ekbacken              | Örebro E18 Stockholm, Västerås E20 Eskilstuna, Stockholm                |
|                                                       | Landsväg med E20 sträckan Ekbacken - Trafikplats Marieborg |                       |                                                                         |
|                                                       | 122                                                        | Trafikplats Marieborg | Arboga N, Köping, Lindesberg, Valskog                                   |
| Landsväg från Trafikplats Marieborg till Länsväg 250. |                                                            |                       |                                                                         |